# Anna Seaton
Anna Seaton, född den 12 februari 1964 i Topeka, Kansas, är en amerikansk roddare.
Hon tog OS-brons i tvåa utan styrman i samband med de olympiska roddtävlingarna 1992 i Barcelona.